# Смерть и похороны Ким Ир Сена
Ким Ир Сен умер рано утром 8 июля 1994 года в возрасте 82 лет. Правительство КНДР не сообщало о смерти в течение более 34 часов, следуя конфуцианской традиции траурного периода. Был объявлен траур с 8 по 17 июля, во время которого по всей стране были приспущены национальные флаги, а все формы развлечений были запрещены.

Посмертный портрет Ким Ир Сена

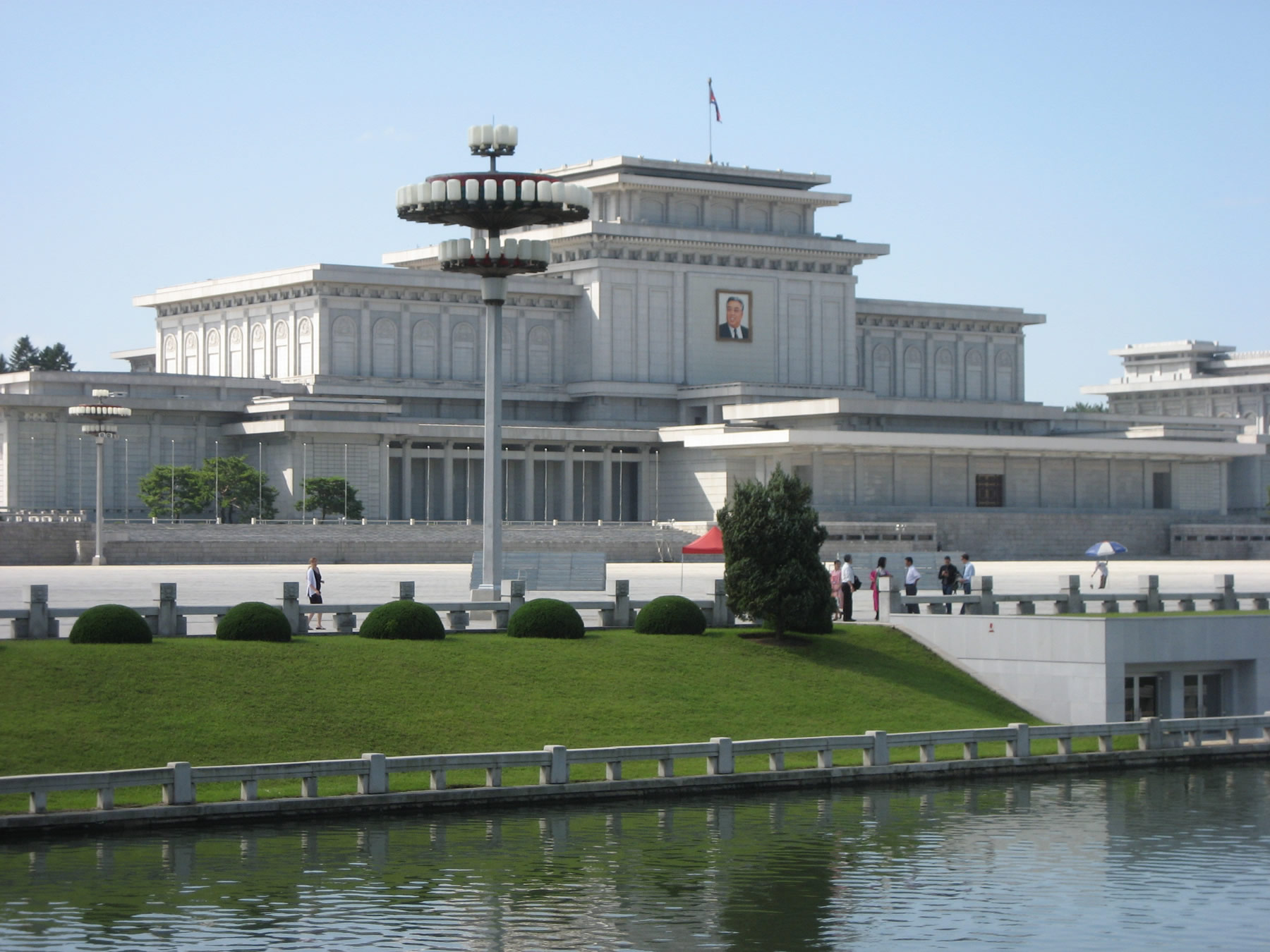
Кымсусанский дворец Солнца до Смерть и похороны Ким Чен Ира

Радио Пхеньяна сообщило, что Ким Ир Сен умер от инсульта.

## История
Ранним утром 8 июля 1994 года Ким Ир Сен потерял сознание в Хянсане (провинция Пхёнан-Пукто) от внезапного сердечного приступа. Его сын Ким Чен Ир приказал бригаде врачей, которые постоянно находились рядом с его отцом, уехать, и организовал прилёт лучших врачей страны из Пхеньяна. Несмотря на их усилия по его спасению, Ким Ир Сен скончался в 2 часа ночи по местному времени. О его смерти было объявлено через тридцать четыре часа с соблюдением традиционного конфуцианского траурного периода.
Объявление о смерти правителя было сделано в прямом эфире Центрального телевидения Кореи в полдень ведущим новостей канала Чон Хён Гю 9 июля 1994 года. В связи со смертью Ким Ир Сена был объявлен общенациональный десятидневный траур. На его похороны в Пхеньяне пришли сотни тысяч человек со всей страны. Тело Ким Ир Сена было помещено в мавзолей в Кымсусанском мемориальном дворце, где его сохранившееся и забальзамированное тело лежит в стеклянном гробу для всеобщего обозрения.

## Реакция

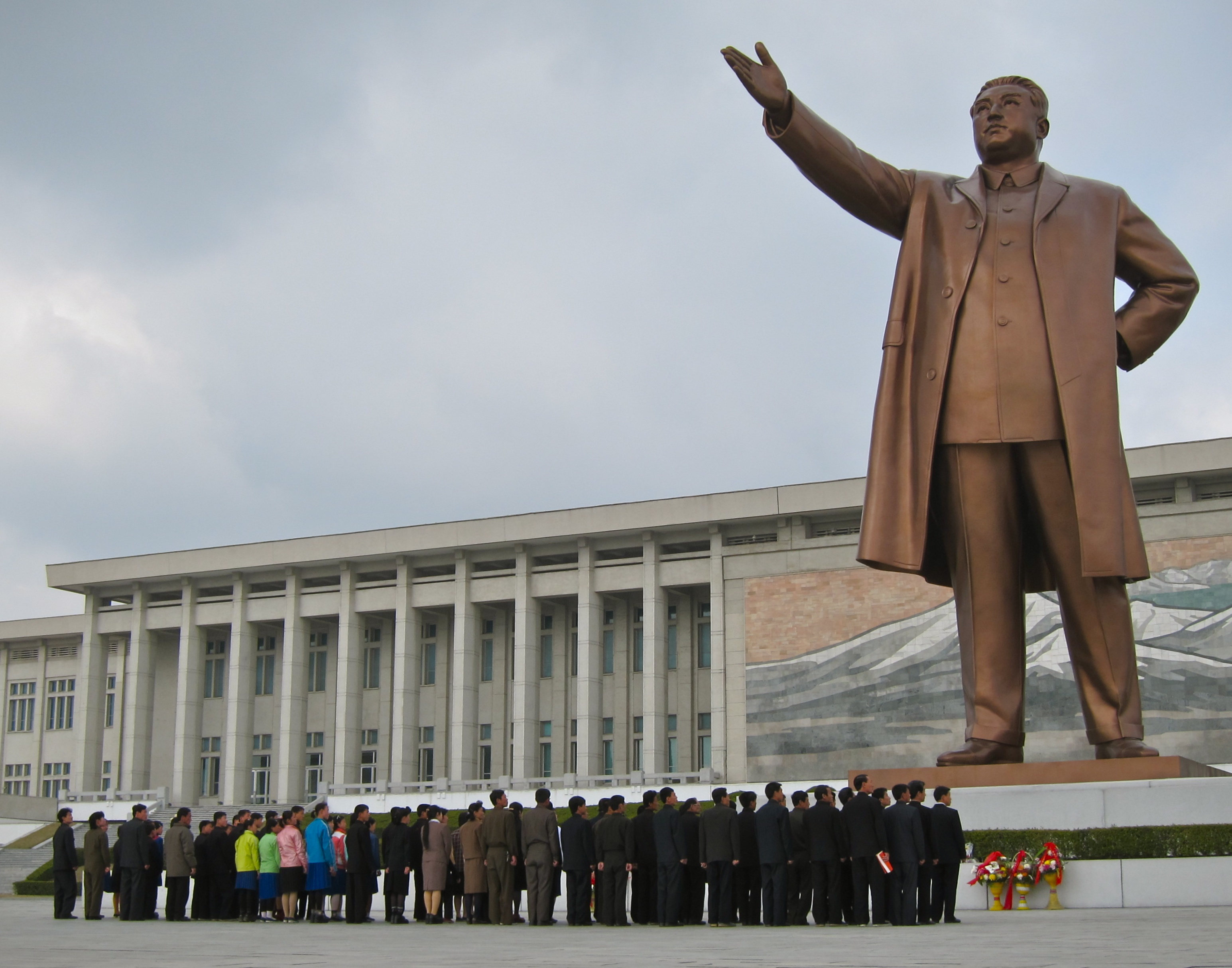
Статуя Ким Ир Сена на холме Мансудэ, установлена в 1962 г., простояла до реконструкции 2011 г.

- КНДР: 9 июля Центральное информационное агентство Кореи заявило, что северокорейцы «твёрдо полны решимости оставаться верными руководству уважаемого лидера Ким Чен Ира». Агентство охарактеризовало его как «надёжного наследника революционных достижений Великого лидера Ким Ир Сена». В другой передаче он был описан как «наследник революции в Северной Корее и главнокомандующий революционными силами»[5].
- Россия: Президент Борис Ельцин не выразил соболезнования в связи с напряжёнными отношениями между двумя странами в тот период, вместо этого делегировав эту обязанность тогдашнему премьер-министру Виктору Черномырдину[6].
- США: Президент Билл Клинтон выразил надежду, что переговоры между странами «продолжатся надлежащим образом». Клинтон сказал: «Я выражаю искренние соболезнования народу Северной Кореи в связи со смертью президента Ким Ир Сена. Мы ценим его лидерство в возобновлении переговоров между нашими правительствами»[7].

## Похороны
Ким Чен Ир был председателем похоронной комиссии. В неё входило 273 члена, включая министра обороны О Джин У и вице-президента Ким Ён Чжу, младшего брата Ким Ир Сена.
Государственные похороны должны были состояться 17 июля, но были отложены до 19 июля. Они предусматривали соблюдение трёх минут молчания по всей стране. На похоронах присутствовало два миллиона человек.